# Super Tennis (videogioco 1991)
Super Tennis (スーパーテニス ワールドサーキット?) è un videogioco sportivo basato sull'omonimo sport, sviluppato da Tokyo Shoseki e pubblicato da Nintendo per SNES nel 1991. È il seguito di Tennis.

## Modalità di gioco
Sono presenti tre differenti modalità di gioco:
- Single Mode - il giocatore compete con un avversario umano o controllato dall'IA.
- Double Mode - il giocatore sceglie un compagno (umano o controllato dall'IA) e compete con una squadra in un match 2 vs 2.
- Circuit Mode - contiene dei tour nei i quali il giocatore deve combattere per guadagnarsi punti per aumentare la sua posizione in classifica. Ci sono quattro tornei minori e quattro tornei principali, ognuno dei quali si svolge su una superficie diversa (cemento, erba e terra).